# Rue de Chartres (Neuilly-sur-Seine)
La rue de Chartres est une voie de la commune de Neuilly-sur-Seine (département des Hauts-de-Seine), en France,.

## Situation et accès

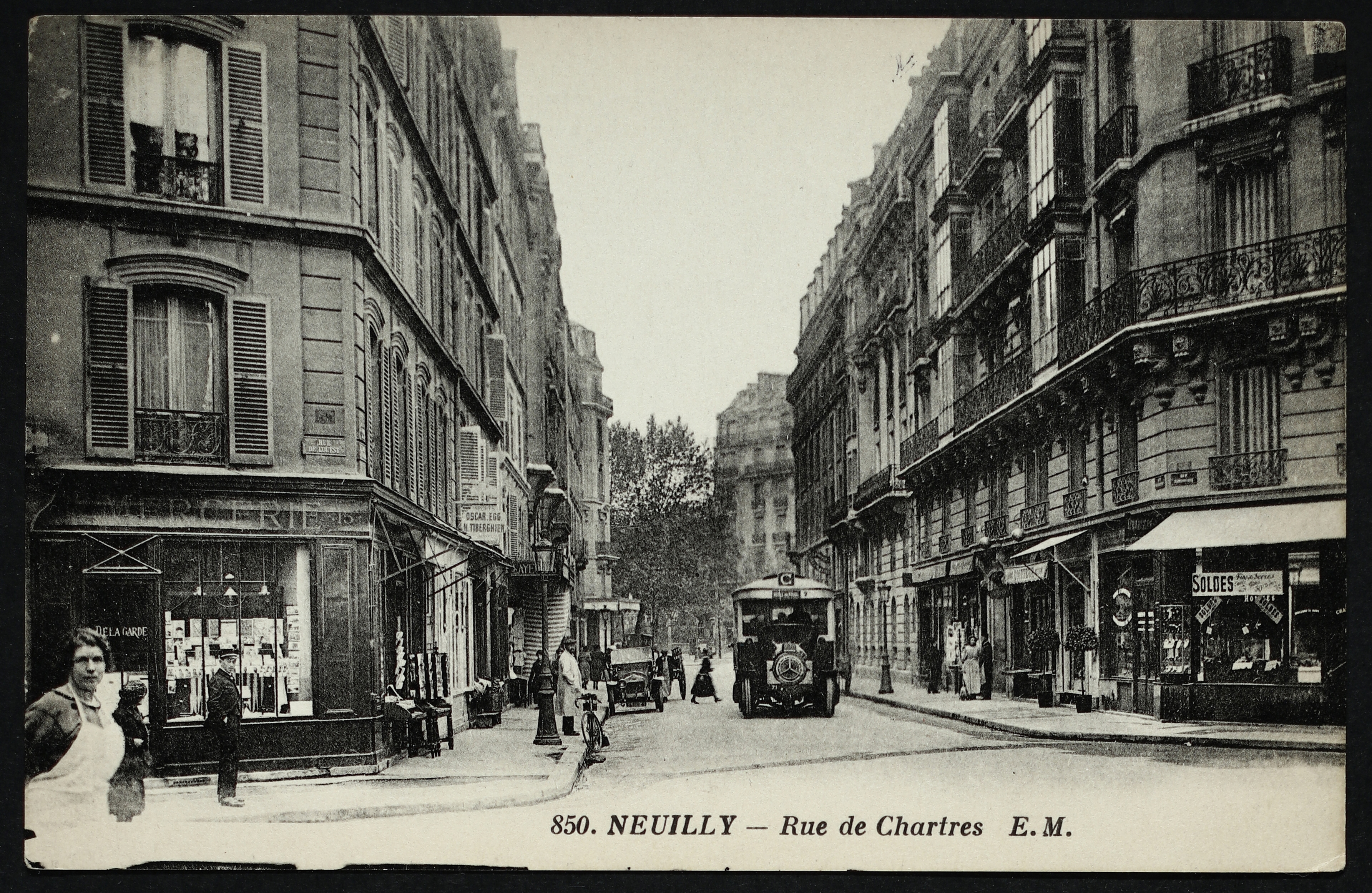
Carte postale - Neuilly-sur-Seine - Rue de Chartres.

Orientée du nord-ouest au sud-est, elle croise notamment la place Parmentier, et la rue de Sablonville.

## Origine du nom

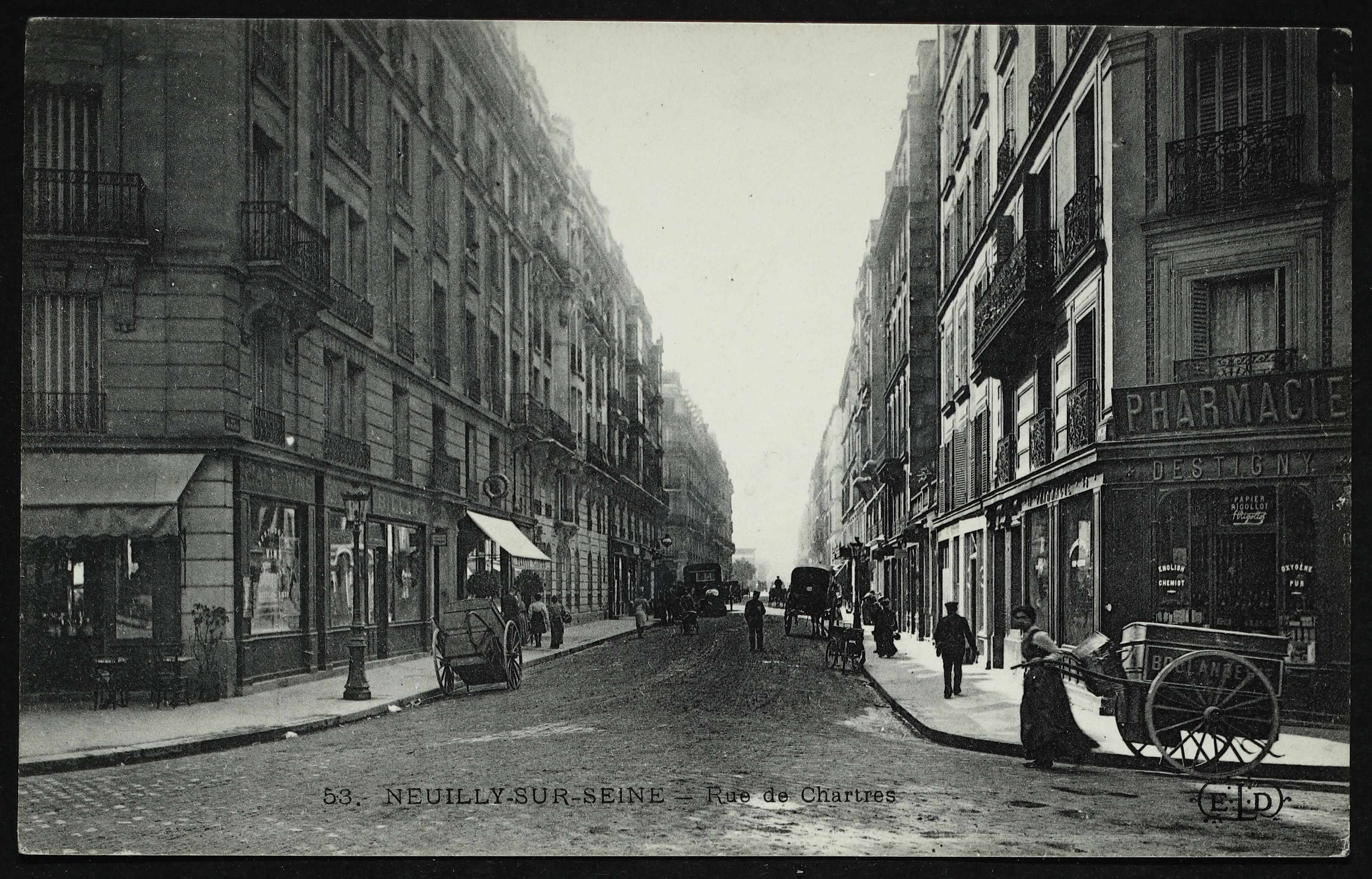
Carte postale - Neuilly-sur-Seine - Rue de Chartres.

L'origine du nom de cette rue n'est pas formellement connue, mais on peut probablement l'attribuer à un hommage de Ferdinand-Philippe d'Orléans, duc de Chartres.

## Historique

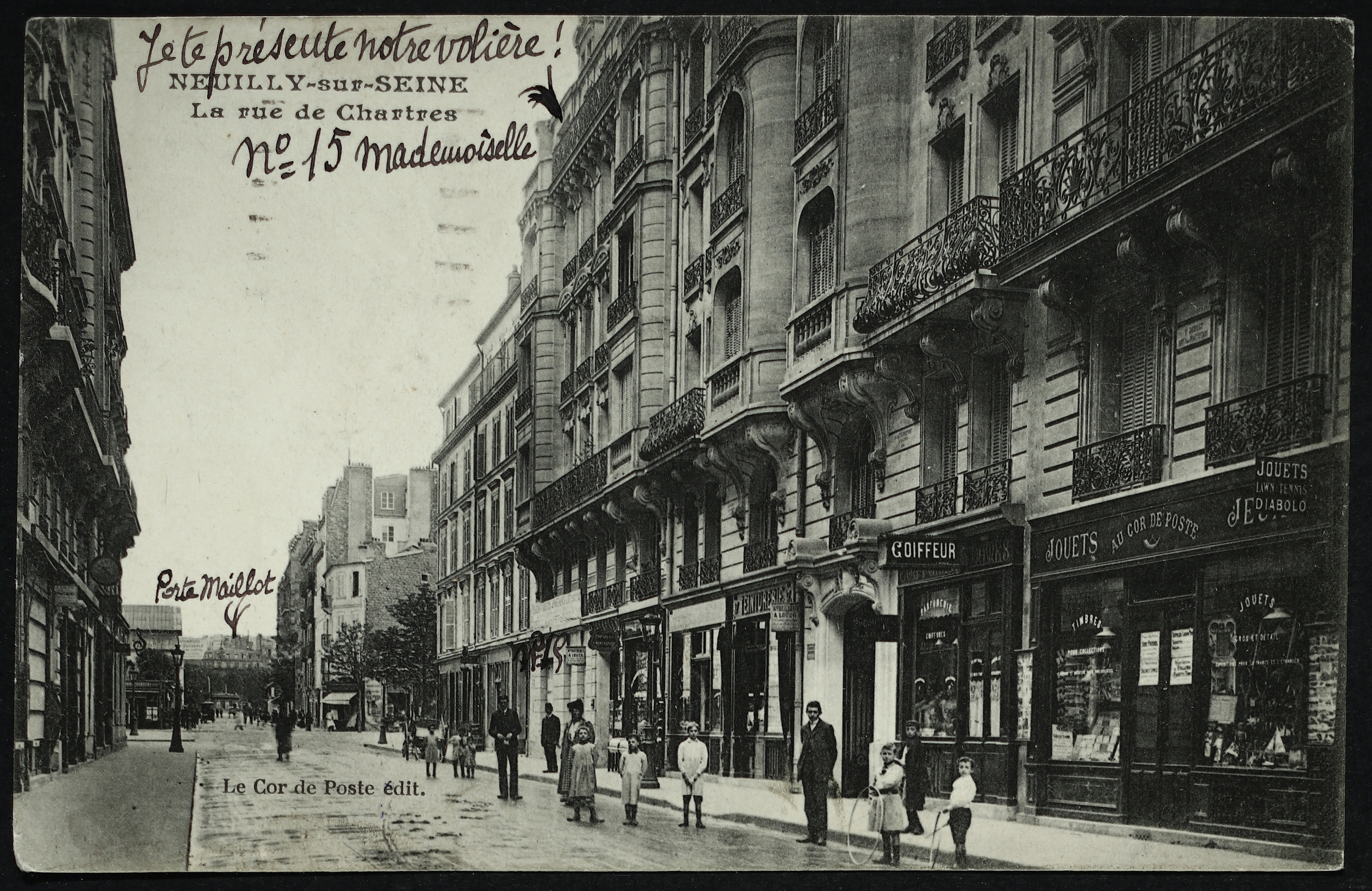
Neuilly-sur-Seine - La rue de Chartres.

Pendant les Trois Glorieuses, en 1830, des barricades y furent élevées.
Le 13 juillet 1842, alors que la calèche de Ferdinand-Philippe d'Orléans s'engageait vraisemblablement dans cette rue, ses chevaux s'emballèrent, provoquant la chute du prince, et sa mort.
Par décret du 18 avril 1929, cette voie a perdu sa partie orientale au profit de Paris, donnant lieu à la création de la rue de Dreux.

## Bâtiments remarquables et lieux de mémoire

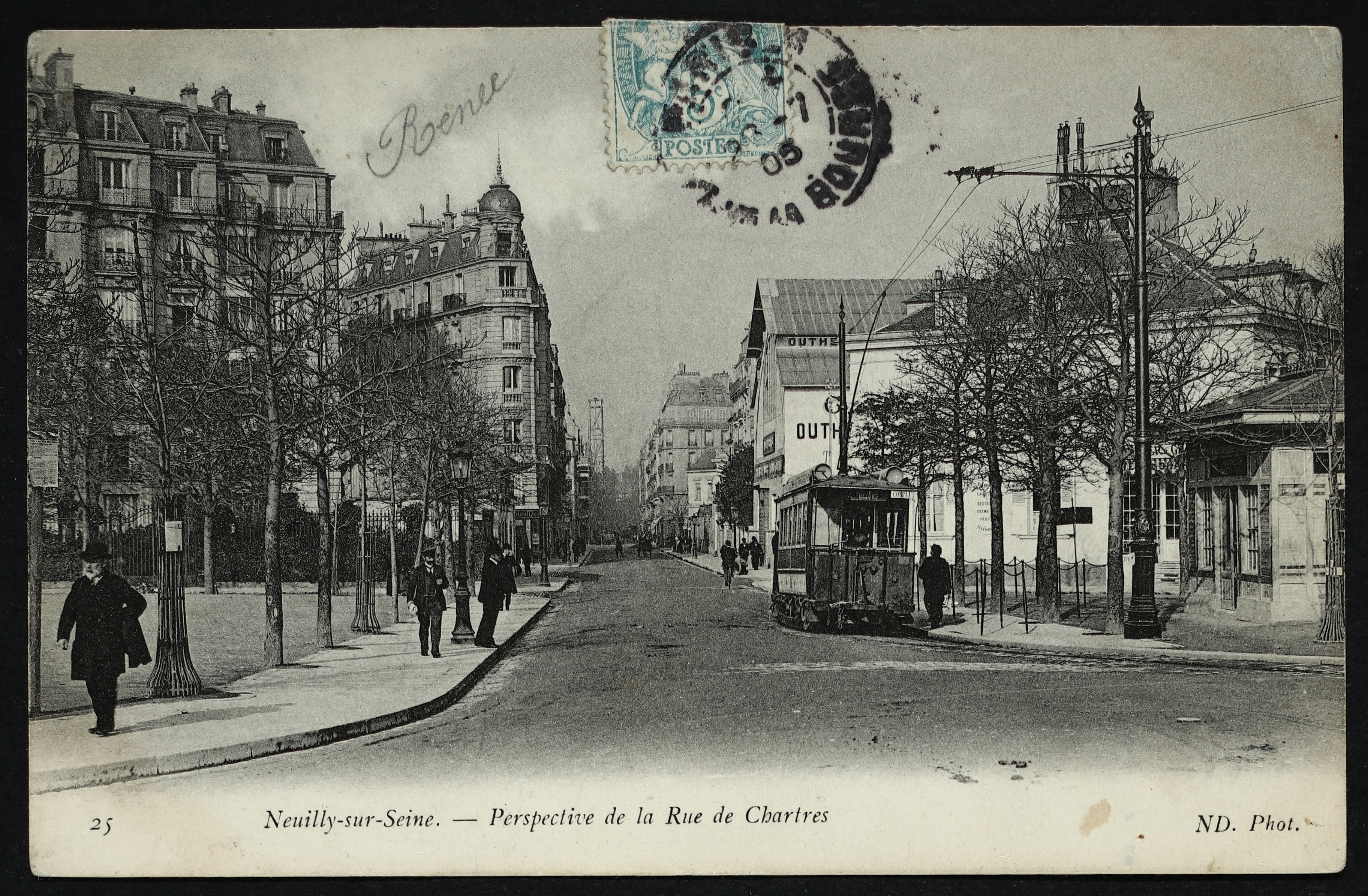
Carte postale - Neuilly-sur-Seine - Perspective de la rue de Chartres.

- Le poète Jacques Prévert est né au no 19 en février 1900[5].
- Ancienne succursale de la société Ader-Nordmann.
- Cipa Godebski y a habité.
- Aux no 10-12, anciens établissements de la société du Vin Mariani, ouverts en 1875[6]. Les plants de coca y étaient cultivés sous serre[7].
- Théâtre du petit Parmentier et centre culturel Louis-de-Broglie, ancien hôtel de ville et Justice de paix[8].
- Ancien terminus de la ligne 64bis de la compagnie des tramways de Paris et du département de la Seine[9].
- Au no 32, habitait en 1856 le peintre Alfred Sisley[10],[11].